# Олімпійський кваліфікаційний турнір з баскетболу серед чоловіків 2012
Кваліфікаційний турнір з баскетболу серед чоловічих збірних.

## Відбірний турнір (Wild card)

### Груповий етап
| Група A |             |    |   |   |     |     |     |
|         | Збірна      | Оч | В | П | З   | П   | РМ  |
| 1       | Греція      | 4  | 2 | 0 | 205 | 147 | +58 |
| 2       | Пуерто-Рико | 3  | 1 | 1 | 177 | 150 | +27 |
| 3       | Йорданія    | 2  | 0 | 2 | 115 | 200 | -85 |

|              |             |     |    |             |  |
| 2 липня 2012 | Греція      | 107 | 63 | Йорданія    |  |
| 3 липня 2012 | Йорданія    | 52  | 93 | Пуерто-Рико |  |
| 4 липня 2012 | Пуерто-Рико | 84  | 98 | Греція      |  |

| Група B |           |    |   |   |     |     |     |
|         | Збірна    | Оч | В | П | З   | П   | РМ  |
| 1       | Литва     | 3  | 1 | 1 | 180 | 168 | +12 |
| 2       | Нігерія   | 3  | 1 | 1 | 155 | 151 | +4  |
| 3       | Венесуела | 3  | 1 | 1 | 153 | 169 | -16 |

| 2 липня 2012 | Венесуела | 71 | 69  | Нігерія |  |
| 3 липня 2012 | Венесуела | 82 | 100 | Литва   |  |
| 4 липня 2012 | Литва     | 80 | 86  | Нігерія |  |

| Група C |                          |    |   |   |     |     |     |
|         | Збірна                   | Оч | В | П | З   | П   | РМ  |
| 1       | Росія                    | 4  | 2 | 0 | 175 | 125 | +50 |
| 2       | Домініканська Республіка | 3  | 1 | 1 | 164 | 169 | -5  |
| 3       | Південна Корея           | 2  | 0 | 2 | 141 | 186 | -45 |

| 2 липня 2012 | Росія                    | 91 | 56 | Південна Корея           |  |
| 3 липня 2012 | Південна Корея           | 85 | 95 | Домініканська Республіка |  |
| 4 липня 2012 | Домініканська Республіка | 69 | 84 | Росія                    |  |

| Група D |                    |    |   |   |     |     |     |
|         | Збірна             | Оч | В | П | З   | П   | РМ  |
| 1       | Північна Македонія | 3  | 1 | 1 | 168 | 150 | +18 |
| 2       | Ангола             | 3  | 1 | 1 | 152 | 152 | 0   |
| 3       | Нова Зеландія      | 3  | 1 | 1 | 130 | 148 | -18 |

| 2 липня 2012 | Ангола             | 88 | 84 | Північна Македонія |  |
| 3 липня 2012 | Північна Македонія | 84 | 62 | Нова Зеландія      |  |
| 4 липня 2012 | Нова Зеландія      | 68 | 64 | Ангола             |  |

### Плей-оф
|  | Чвертьфінал | Чвертьфінал              | Чвертьфінал              |                          |                    | Півфінал | Півфінал | Півфінал |  |  | Без фіналу | Без фіналу | Без фіналу |
|  |             |                          |                          |                          |                    |          |          |          |  |  |            |            |            |
|  | A1          | Греція                   | 79                       |                          |                    |          |          |          |  |  |            |            |            |
|  | B2          | Нігерія                  | 80                       |                          |                    |          |          |          |  |  |            |            |            |
|  | B2          | Нігерія                  | 80                       |                          | B2                 | Нігерія  | 77       |          |  |  |            |            |            |
|  |             |                          |                          |                          | B2                 | Нігерія  | 77       |          |  |  |            |            |            |
|  |             | C1                       | Росія                    | 85                       |                    |          |          |          |  |  |            |            |            |
|  | C1          | C1                       | Росія                    | 85                       | Росія              | 80       |          |          |  |  |            |            |            |
|  | C1          |                          |                          |                          | Росія              | 80       |          |          |  |  |            |            |            |
|  | D2          | Ангола                   | 65                       |                          |                    |          |          |          |  |  |            |            |            |
|  |             |                          |                          |                          |                    |          |          |          |  |  | B2         | Нігерія    | 88         |
|  |             |                          | C2                       | Домініканська Республіка | 73                 |          |          |          |  |  |            |            |            |
|  | B1          | Литва                    | 76                       |                          |                    |          |          |          |  |  |            |            |            |
|  | A2          | Пуерто-Рико              | 72                       |                          |                    |          |          |          |  |  |            |            |            |
|  | A2          | Пуерто-Рико              | 72                       |                          | B1                 | Литва    | 109      |          |  |  |            |            |            |
|  |             |                          |                          |                          | B1                 | Литва    | 109      |          |  |  |            |            |            |
|  |             | C2                       | Домініканська Республіка | 83                       |                    |          |          |          |  |  |            |            |            |
|  | D1          | C2                       | Домініканська Республіка | 83                       | Північна Македонія | 76       |          |          |  |  |            |            |            |
|  | D1          |                          |                          |                          | Північна Македонія | 76       |          |          |  |  |            |            |            |
|  | C2          | Домініканська Республіка | 86                       |                          |                    |          |          |          |  |  |            |            |            |

## Кваліфікація збірних
Нижче подано список збірних та порядок кваліфікації на Олімпійський турнір.
| Місце | ЧС            | Африка                           | Америка                  | Азія              | Європа                                              | Океанія       | Wild card                                               |
| ----- | ------------- | -------------------------------- | ------------------------ | ----------------- | --------------------------------------------------- | ------------- | ------------------------------------------------------- |
| 1     | США           | Туніс                            | Аргентина                | КНР               | Іспанія                                             | Австралія     | Литва Росія 1 місце                                     |
| 2     | Туреччина     | Ангола                           | Бразилія                 | Йорданія          | Франція                                             | Нова Зеландія | Литва Росія 1 місце                                     |
| 3     | Литва         | Нігерія                          | Домініканська Республіка | Південна Корея    | Росія                                               |               | Нігерія                                                 |
| 4     | Сербія        | Кот-д'Івуар                      | Пуерто-Рико              | Філіппіни         | Північна Македонія                                  |               | Домініканська Республіка                                |
| 5     | Аргентина     | Сенегал                          | Венесуела                | Іран              | Литва                                               |               | Ангола Греція Північна Македонія Пуерто-Рико 5 місце    |
| 6     | Іспанія       | Центральноафриканська Республіка | Канада                   | Ліван             | Греція                                              |               | Ангола Греція Північна Македонія Пуерто-Рико 5 місце    |
| 7     | Росія         | Камерун                          | Уругвай                  | Японія            | Словенія                                            |               | Ангола Греція Північна Македонія Пуерто-Рико 5 місце    |
| 8     | Словенія      | Марокко                          | Панама                   | Китайський Тайбей | Сербія                                              |               | Ангола Греція Північна Македонія Пуерто-Рико 5 місце    |
| 9     | Бразилія      | Малі                             | Парагвай                 | Сирія             | Німеччина Фінляндія 9 місце                         |               | Йорданія Венесуела Південна Корея Нова Зеландія 9 місце |
| 10    | Австралія     | Мозамбік                         | Куба                     | ОАЕ               | Німеччина Фінляндія 9 місце                         |               | Йорданія Венесуела Південна Корея Нова Зеландія 9 місце |
| 11    | Греція        | Єгипет                           |                          | Малайзія          | Туреччина Грузія 11 місце                           |               | Йорданія Венесуела Південна Корея Нова Зеландія 9 місце |
| 12    | Нова Зеландія | Руанда                           |                          | Узбекистан        | Туреччина Грузія 11 місце                           |               | Йорданія Венесуела Південна Корея Нова Зеландія 9 місце |
| 13    | Франція       | Мадагаскар                       |                          | Індонезія         | Хорватія Болгарія Велика Британія Ізраїль 13 місце  |               |                                                         |
| 14    | Хорватія      | ПАР                              |                          | Індія             | Хорватія Болгарія Велика Британія Ізраїль 13 місце  |               |                                                         |
| 15    | Ангола        | Чад                              |                          | Бахрейн           | Хорватія Болгарія Велика Британія Ізраїль 13 місце  |               |                                                         |
| 16    | КНР           | Того                             |                          | Катар             | Хорватія Болгарія Велика Британія Ізраїль 13 місце  |               |                                                         |
| 17    | Німеччина     |                                  |                          |                   | Україна Польща Боснія і Герцеговина Італія 17 місце |               |                                                         |
| 18    | Пуерто-Рико   |                                  |                          |                   | Україна Польща Боснія і Герцеговина Італія 17 місце |               |                                                         |
| 19    | Іран          |                                  |                          |                   | Україна Польща Боснія і Герцеговина Італія 17 місце |               |                                                         |
| 20    | Ліван         |                                  |                          |                   | Україна Польща Боснія і Герцеговина Італія 17 місце |               |                                                         |
| 21    | Кот-д'Івуар   |                                  |                          |                   | Чорногорія Латвія Бельгія Португалія 21 місце       |               |                                                         |
| 22    | Канада        |                                  |                          |                   | Чорногорія Латвія Бельгія Португалія 21 місце       |               |                                                         |
| 23    | Йорданія      |                                  |                          |                   | Чорногорія Латвія Бельгія Португалія 21 місце       |               |                                                         |
| 24    | Туніс         |                                  |                          |                   | Чорногорія Латвія Бельгія Португалія 21 місце       |               |                                                         |

## Учасники Олімпійського турніру
За правилами Міжнародної федерації баскетболу у змаганні на літніх Олімпійських іграх 2012 року між національними чоловічими збірними з баскетболу допускається 12 команд.
| Країна              | Місце      | Дата                        | Умови кваліфікації                           |
| ------------------- | ---------- | --------------------------- | -------------------------------------------- |
| Велика Британія     | -          | 6 липня 2005                | Країна-господар                              |
| США                 | Туреччина  | 28 серпня — 12 вересня 2010 | Переможець чемпіонату світу 2010             |
| Туніс               | Мадагаскар | 17-28 серпня 2011           | Переможець чемпіонату Африки 2011            |
| Аргентина Бразилія  | Аргентина  | 30 серпня — 11 вересня 2011 | Фіналісти чемпіонату Америки 2011            |
| Австралія           | Австралія  | 7-11 вересня 2011           | Переможець чемпіонату Океанії                |
| Іспанія Франція     | Литва      | 31 серпня — 18 вересня 2011 | Фіналісти чемпіонату Європи 2011             |
| Китай               | Китай      | 15-25 вересня 2011          | Переможець чемпіонату Азії 2011              |
| Литва Росія Нігерія | Венесуела  | 2-8 липня 2012              | Переможці світової кваліфікації до Олімпіади |